# Friedrich Berentzen
Friedrich Josef Maria Berentzen (* 11. September 1928 in Haselünne; † 20. Februar 2009 in Bad Rothenfelde) war ein deutscher Spirituosenfabrikant. Er brachte den Apfelkorn als eigenständiges Produkt auf den Markt.

## Leben
Friedrich Berentzen wurde 1928 als zweitältestes von neun Kindern von Johannes Bernhard Berentzen (1899–1954) und dessen Ehefrau Anna geb. Kerckhoff (1903–1968) geboren. Er war Enkel von Johannes Berentzen und Neffe von Hermann Kerckhoff. Er studierte unmittelbar nach dem Ende des Zweiten Weltkriegs Chemie an der Technischen Hochschule Darmstadt.
1954 übernahm er nach dem Tod des Vaters zusammen mit seinem Bruder Hans Berentzen die Leitung des elterlichen Unternehmens. 1958 gründeten beide mit der Emsland-Getränke ein zweites Standbein im Bereich der alkoholfreien Getränke. Mit der Übernahme der Pepsi-Cola-Konzession für Deutschland wurde diese Entwicklung 1960 ausgebaut. Mit seinem Bruder zusammen entwickelte der Spirituosenunternehmer den Berentzen-Apfelkorn. Dies wurde 1976 als erfolgreichste Neueinführung einer deutschen Spirituose nach dem Zweiten Weltkrieg gefeiert. 1988 erfolgte unter den Brüdern die Fusion mit Pabst & Richarz. Er war bis Anfang der 1990er-Jahre technischer Geschäftsführer der Berentzen-Gruppe.
Friedrich Berentzen begleitete auch nach dem Zusammenschluss der beiden Familienunternehmen die strategischen Weichenstellungen. Als bisher einziges Unternehmen der deutschen Spirituosenindustrie führten Hans und Friedrich Berentzen das Familienunternehmen 1994 an die Börse. Als die Mehrheit an der Firma im Jahr 2008 an den Finanzinvestor Aurelius AG verkauft wurde, verblieb er – nun als Minderheitsgesellschaft – mit seinen Anteilen in dem 250 Jahre alten Familienunternehmen.
Seit 1961 war er mit Dorothea (genannt Doris) geb. Heydt (1940–2021) verheiratet. Der Ehe entstammen drei Kinder.
Friedrich Berentzen verstarb am Morgen des 20. Februar 2009 in Bad Rothenfelde, nachdem er sich kurz zuvor einer Herzoperation unterziehen musste.

## Engagements
Friedrich Berentzen war Mitglied der CDU. Von 1971 bis 1991 war er im Rat der Stadt Haselünne vertreten, von 1976 bis 1981 Fraktionsvorsitzender der CDU. Von 1981 bis 1991 war er Bürgermeister in Haselünne. Neben seiner politischen Arbeit engagierte er sich für die Städtepartnerschaften mit Elburg, Niederlande, und Saint-Flour (Cantal), Frankreich.
Vor allem bemühte er sich, zusammen mit seinem Bruder Hans, um die Gestaltung des Stadtbildes seiner Heimatstadt. Er setzte sich für die Aufnahme in das niedersächsische Stadtsanierungsprogramm ein. Als langjähriger Vorsitzender des Haselünner Heimatvereins (seit 1956) trieb er den Bau des Heimatmuseums (Einweihung 1961) und die Erweiterung des Freilichtmuseums voran, für das alte Ackerbürger- und Bauernhäuser aufgekauft und umgestaltet wurden. Daneben hat er baufällige Burgmannshöfe gerettet und für die Nutzung als Hotel oder Restaurants renovieren lassen. Er wurde 1987 mit der „Silbernen Halbkugel“ des Deutschen Nationalkomitees für Denkmalschutz ausgezeichnet. 2006 erhielt er zusammen mit seiner Frau Doris die Landschaftsmedaille 2006 der „Emsländischen Landschaft“. Er war Träger des Verdienstkreuzes 1. Klasse des Verdienstordens der Bundesrepublik Deutschland sowie des Niedersächsischen Verdienstordens. Der Friedrich-Berentzen-Weg in Haselünne wurde nach ihm benannt.
Berentzen hatte zahlreiche Ehrenämter inne, war Ehrenbürger und Ehrenbürgermeister seiner Heimatstadt Haselünne. Mehr als 55 Jahre lang war er Mitglied im Reichsbund der Kriegsbeschädigten und Kriegsteilnehmer der heute Sozialverbandes Deutschland heißt.
Friedrich Berentzen wurde während seiner Studienzeit 1949 Mitglied der KDStV Nassovia Darmstadt im CV, später auch der KDStV Rheno-Bavaria Köln, der KDStV Asgard (Düsseldorf) zu Köln, der KAV Suevia Berlin sowie der AV Cheruscia zu Münster, alle im CV.